# Ivo Díaz
Ivo Luis Díaz Aldazabal (* 10. Mai 1972 in Matanzas, Kuba) ist ein ehemaliger kubanischer Handballspieler, der seit 1999 auch die ungarische Staatsangehörigkeit besitzt. Er hat sowohl für die kubanische als auch die ungarische Nationalmannschaft gespielt. Er wurde meistens auf Rückraum Mitte eingesetzt und war zuletzt beim ungarischen Club Tatabánya KC aktiv. 
Ivo Díaz begann seine Karriere als Leistungssportler in der Auswahl der zu seiner Heimatprovinz Matanzas gelegenen Stadt Varadero. Später stieg er in den Nationalkader auf und wechselte in die Hauptstadt Havanna. Bei der Handball-Weltmeisterschaft der Männer 1997 fiel Díaz dem Manager des ungarischen Topclubs MKB Veszprém auf. Der zuständige kubanische Verband witterte die Chance, gleich mehrere einheimische Spieler professionell in Europa ausbilden zu lassen, und ließ Díaz nur unter der Bedingung ziehen, dass außer ihm noch neun weitere Kubaner, darunter Carlos Pérez, Rolando Uríos und Julio Fis, ebenfalls Verträge in Ungarn erhielten. Zunächst allerdings spielte Díaz für zwei Jahre bei Pécsi MKC, dann erst ging er zu MKB Veszprém. Während seiner Zeit in Veszprém gewann er 2001, 2002, 2003, 2004 sowie 2005 die ungarische Meisterschaft und 2000, 2002, 2003, 2004 sowie 2005 den ungarischen Pokal. 2002 stand er mit den Männern vom Plattensee im Finale der EHF Champions League, scheiterte aber an den SC Magdeburg Gladiators. Nach sechs Jahren in Veszprém entschloss sich Díaz 2005, zum spanischen Spitzenclub Ademar León zu wechseln. Dort konnte er sich aber nicht recht durchsetzen, sodass er 2006 zu JD Arrate ging. Seit 2009 spielte er wieder in Ungarn, für den Erstligisten Tatabánya KC. Hier spielte er noch bis zur Saison 2015/2016
Ivo Díaz hatte bis 2003 bereits 83 Länderspiele für die kubanische Männer-Handballnationalmannschaft bestritten. Mit Kuba wurde er bei der Handball-Weltmeisterschaft der Männer 1999 Neunter.
1999 nahm Díaz die ungarische Staatsbürgerschaft an; seit 2003 hat er nun über 30 Länderspiele für die ungarische Männer-Handballnationalmannschaft bestritten. Mit Ungarn belegte er bei der Handball-Weltmeisterschaft der Männer 2003 den 6. Platz, bei der Handball-Europameisterschaft 2004 den 9. Platz und bei den Olympischen Spielen 2004 in Athen den 4. Platz. Auch an der Handball-Weltmeisterschaft der Männer 2007 in Deutschland nahm er mit Ungarn teil, wurde am Ende aber nur Neunter.
Im Juni 2014 wurde er als 42-Jähriger von Experten des Handball-Weltverbandes IHF in eine Weltauswahl berufen, die in Kairo ein Wohltätigkeitsspiel gegen die ägyptische Nationalmannschaft austrug.